# Controlador d'automatització programable
Controlador d'automatització programable o PAC (de l'anglès Programmable Automation Controller) és una tecnologia industrial orientada al control, disseny i mesura. El PAC es refereix al conjunt format per un controlador (típicament una CPU), mòduls d'entrades i sortides i un o diversos busos de dades que ho interconnecten tot. És un controlador compacte que combina les característiques i capacitats d'un ordinador amb la d'un típic controlador lògic programable (PLC). El PAC per tant no només proporciona la fiabilitat d'un PLC, sinó també la flexibilitat de tasques i el poder de còmput d'un ordinador.
De vegades fins i tot se li afegeix la velocitat i personalització de la microelectrònica amb una FPGA. Els PACs poden utilitzar-se en l'àmbit investigador (prototipatge ràpid de controladors o RCP), però és sobretot en control de màquines i processos industrials, on més s'utilitza. A destacar els següents: múltiples llaços tancats de control independents, adquisició de dades de precisió, anàlisi matemàtica i memòria profunda, monitoratge remot, visió artificial, control de moviment i robòtica, seguretat controlada, etc. Cal dir també que són els més utilitzats en entorns industrials de control de processos, adquisició de dades, equips de control remot, visió artificial i control de moviment. Són capaços de transferir dades des de les màquines que controlen, a altres màquines i components d'un sistema de control en xarxa o de programari d'aplicacions i bases de dades. El PAC fa de nucli d'un sistema d'automatització global i pot integrar múltiples xarxes de bus de camp com RS-485, RS-232, RS-422, CAN, Ethernet / IP, i d'altres.
Els PACs es comuniquen usant els protocols de xarxa oberts com TCP / IP, OPC (OLE for process control), SMTP, port sèrie (amb Modbus per exemple), etc., i és compatible amb els privats (CAN, Profibus, etc.).
Un exemple clar d'utilització és en un sistema de control d'un procés determinat. L'element controlador és el lloc on es prenen totes les decisions sobre les accions a prendre. Se li pot considerar el "cervell" del sistema. Ha de prendre decisions basades en certes pautes o valors requerits. Els valors establerts són introduïts en el sistema per l'home.
Exemples d'aplicació de la tecnologia:
- Cromosoma artificial obtingut de # P1, investigació genoma huma
- PAC CT/4, una aeronau de formació bàsica per la companyia Pacific Aeroespacial
- Codificació d'Àudio de Percepció d'un algorisme de compressió d'àudio
- Portes i Codi d'Autorització, un identificador únic que els proveïdors de xarxa telefònics subministren a un client així ells poden portar el seu número a una altra xarxa

Els PAC combinen el format i duresa del PLC amb la flexibilitat i funcionalitat de programari del PC. Aquestes noves plataformes són ideals per a control sofisticat i registre de dades en ambients "durs".

## Orígens del PAC
L'ARC Advisory Group, un grup d'analistes centrat en la indústria manufacturera, és generalment reconegut per haver ideat el terme "PAC". Va ser encunyat per primera vegada el 2001 com una manera d'ajudar els usuaris de maquinari de control per definir millor les seves necessitats, i donar als proveïdors líders de maquinari de control d'un termini per a comunicar més clarament les capacitats dels seus productes.

## Programació de PACs
Una forma ràpida i senzilla de programació de PACs és mitjançant el LabVIEW. LabVIEW és una eina de programació gràfica orientada a científics i tecnòlegs, optimitzada pel disseny de sistemes, per fer mesures, realitzar proves, monitorar processos amb SCADAs, i construir controls automatitzats. El llenguatge s'anomena G, on la G simbolitza que és un llenguatge gràfic, tant a la seva interfície d'usuari com a la programació interna que usa el programador.
Aquest programa va ser creat per National Instruments (1976) basant-se en un dels primers ordinadors que permetien una interfície gràfica de finestres, el MAC, i va sortir al mercat per primera vegada el 1986. Ara està disponible per a les plataformes Windows, UNIX, MAC i Linux. La versió actual coincideix amb l'any a partir de l'estiu (per exemple, el LabVIEW 2009 apareix a l'agost del 2009, i fins a l'agost del 2010 que va sortir el LabVIEW 2010).
El LabVIEW permet de programar PACs que tenen una CPU principal de Temps Real, mòduls d'entrades i sortides analògiques i digitals, xips com ara FPGAs, control de moviment, sistemes de visió artificial, etc.

## Avantatges d'un PAC
Per més d'una dècada s'ha tingut el debat sobre els avantatges i desavantatges d'utilitzar PLCs comparats amb el control basats en PCs. A mesura que s'incrementen les diferències entre les PCs i PLCs, amb els PLCs utilitzant el hardware de COTS i sistemes PC incorporant sistemes operatius en temps real, una nova classe de controladors, el PAC, es converteixen en el controlador emergent.
Entre els avantatges d'un PAC es pot destacar:
- Tenir un únic controlador per a múltiples funcions i múltiples dominis.
- La capacitat d'afrontar canvis complexos de forma barata i ràpida
- La seva arquitectura modular millora les nostres capacitat d'ampliació i les fa més simples.
- La intercomunicació i capacitats de comunicació uneixen sistemes dispars i proporciones dades més exactes i oportuns. El cost del sistema total disminueix, perquè reuneixen el temps d'integració i el desenvolupament.
- El disseny modular millora el rendiment econòmic del sistema.
- Els PACs combinen la robustesa del controlador lògic programable (PLC) amb la funcionalitat del PC en una arquitectura de software oberta i flexible. Amb aquests controladors es poden construir sistemes avançats integrant certes capacitats del software com: control avançat, comunicació, registre de dades i processament de senyals amb hardware robust que realitzi lògica, moviment, control de processos i visió.

## Comparació entre PLC i PAC
Es podria dir que la diferència evolucionaria més significativa entre un PLC tradicional i un PAC és la capacitat de control multidisciplinari des d'una plataforma única. La gamma d'aplicacions en una planta tradicionalment ha forçat als enginyers a fer servir múltiples controladors. Els PAC, en canvi, tenen la capacitat d'utilitzar aplicacions de control discret, de moviment, de variador, de seguretat, de lots i de processos des d'una única plataforma de control comú.
En general, els PACs i els PLCs tenen el mateix propòsit. Tots dos s'utilitzen principalment per a dur a terme l'automatització, control de processos i funcions d'adquisició de dades, com digitals i analògiques de control, maneig de cadenes de sèrie, PID, control de moviment i visió artificial. Els paràmetres en que operen els PAC per aconseguir això, però, de vegades van en contra de com funciona un PLC.
A diferència dels PLCs, els PACs ofereixen una arquitectura oberta, modular, la raó de ser del que perquè la majoria de les aplicacions industrials es fan a mida. El maquinari de control utilitzats per ells ha de permetre als enginyers seleccionar i triar els altres components en l'arquitectura del sistema de control sense haver-se de preocupar de si serà o no compatible amb el controlador.
PACs i PLCs són també una programació diferent. Els PLCs es programen en lògica d'escala, un llenguatge de programació gràfica semblant als rails i esgraons d'escales de mà que està dissenyat per emular a l'elèctrica de relé de diagrames de cablejat. El control de programes d'APA solen desenvolupar-se amb més eines de programari genèric que permet compartir el programa dissenyat a través de diverses màquines diferents, processadors, terminals HMI o altres components en l'arquitectura del sistema de control.
Els seus processaments de carbó activat en pols i els E/S d'escombrat són també molt diferents. A diferència dels autòmats, que constantment escanegen totes les entrades I/O en el sistema de control a altres velocitats, els PACs utilitzen una base de dades de nom únic i una adreça lògica del sistema per identificar mapes E/S, segons sigui necessari.
Uns dels proveïdors de maquinari de control que ofereixen PACs són: General Electric, National Instruments, Opto 22 i Allen Bradley.

## HMVC
Un subconjunt o variació de PAC sota el nom Hierarchical-Model-View-Controller (HMVC) es publicava en un article de la revista JavaWorld, els autors aparentment desconeixien que el PAC es publicava 13 anys abans. La diferència principal entre HMVC i PAC és que HMVC és menys estricte, ja que permet a la Vista i al Model de cada agent comunicar-se directament, així es prescindeix del controlador.
El controlador té algun descuit. El controlador selecciona el model i llavors selecciona la vista, així hi ha un mecanisme d'aprovació pel controlador. El model no permet a la Vista accedir a la font de dades directament.